# ديباك بهات
ديباك بهات (بالإنجليزية: Deepak Bhatt)‏ هو ملحن هندي، ولد في 5 ديسمبر 1988.

## وصلات خارجية
- ديباك بهات على موقع ميوزك برينز (الإنجليزية)